# Bubenheim (powiat Donnersberg)
Bubenheim – miejscowość i gmina w Niemczech, w kraju związkowym Nadrenia-Palatynat, w powiecie Donnersberg, wchodzi w skład gminy związkowej Göllheim.

## Współpraca
Miejscowość partnerska:
- Oberbösa, Turyngia